# (38359) 1999 RJ154
1999 RJ154 (asteroide 38359) é um asteroide da cintura principal. Possui uma excentricidade de 0.19381980 e uma inclinação de 12.21411º.
Este asteroide foi descoberto no dia 9 de setembro de 1999 por LINEAR em Socorro.